# Армешень (Бечешть, Васлуй)
Армешень, Армешені (рум. Armășeni) — село у повіті Васлуй в Румунії. Входить до складу комуни Бечешть.
Село розташоване на відстані 282 км на північ від Бухареста, 43 км на північний захід від Васлуя, 43 км на південний захід від Ясс.

## Населення
За даними перепису населення 2002 року у селі проживали 428 осіб, усі — румуни. Усі жителі села рідною мовою назвали румунську.